# Warren Barker
Warren Barker (* 16. April 1923 in Oakland, Kalifornien; † 3. August 2006 in Greenville, South Carolina) war ein US-amerikanischer Komponist.

## Leben
Die ersten Unterweisungen in Musik erhielt Barker von seinem Vater, einem Kirchenorganisten und Komponisten geistlicher Werke. Warren Barker absolvierte sein Studium an der University of California in Los Angeles und ergänzte es durch private Kompositions-Studien bei Mario Castelnuovo-Tedesco und Henri Pensis.
Danach war Barker zunächst Bandleader und Arrangeur in der United States Air Force. Nach seiner Militärzeit arbeitete er in den 1940er Jahren beim Rundfunk als Arrangeur für Komponist und Dirigent Carmen Dragon. Sein Bekanntheitsgrad wuchs erheblich und im Laufe der nächsten 25 Jahre entwickelte er sich zu einem wichtigen Komponisten für Hollywood und für das Fernsehen. Zu 32 Fernsehserien und vielen Kino-Filmen schrieb er die Musik. Ferner hatte er einen Vertrag als Arrangeur und Dirigent mit der Warner Brothers Record Company abgeschlossen, der ihn in die Lage versetzte, eine ganze Reihe eigener Kompositionen einzuspielen. Eine dieser Aufnahmen, in der er besonders exotische und „primitive“ Instrumente einsetzte und die ihm sehr viel Erfolg bescherte, war gleichzeitig Auslöser einer neuen Zusammenarbeit mit dem Fernsehproduzenten Harry Akkerman. Ab 1971 zog er sich aus dem Showgeschäft zurück und legte sein Augenmerk auf pädagogische Musik.

## Werke

### Werke für Blasorchester
- 1975 Broadway Show-Stoppers Overture
  1. Everything’s Coming Up Roses
  2. People
  3. A Wonderful Day Like Today
  4. On A Clear Day
  5. Try To Remember
  6. That’s Entertainment
- 1975 It's a small world
- 1978 Alpen Sketches
- 1978 Classical Symphony "Gavotte"
- 1978 Mancini Spectacular
- 1978 Music of Charlie Chaplin
- 1979 Concerto for Cornet, Flugelhorn, Trumpet and Band
- 1980 Entr'acte
- 1980 Shogun Symphonic Suite
- 1981 Aspen Overture
- 1981 Danza tambor
- 1982 Concertante for Piano and Band
- 1982 Inverarry Overture
- 1983 Gershwin!
- 1983 Jubilaeum
- 1984 Four Symphonic Chorales
- 1984 Symphonic Gershwin
- 1984 Symphonic Rhapsody
- 1985 Chinese Folk Suite
- 1985 Transformations
- 1986 An Australian Celebration
- 1986 An Irish Interlude
- 1987 Grand Entrance
- 1988 Belgian Folk Overture
- 1993 By the River's Bend
- 1986 Cole Porter on Broadway
- 1987 Capriccio for Saxophone Quartet and Band
- 1987 Festive Fanfares
- 1987 Silverado Overture
- 1988 Pride of Elkhart
- 1989 Pinnacle Overture
- 1992 Chiapanecas
- A Celebration of Life
- A Celebration of Spirituals
  1. Swing Low, Sweet Chariot
  2. Joshua Fought The Battle of Jericho
  3. Get On Board, Little Children
- Curtain Up
- Danny Boy
- Fanfare Variations
- Overture à la Russe
- Christmas Celebration
- From Sea to shining sea
- Star Trek Symphonic Suite
- A Leroy Anderson Portrait
- In The Miller Mood
- Phantasmagoria March
- Hoagy Carmichael in Concert
- In the Cool, Cool, Cool of the Evening
  1. The Nearness of You
  2. Heart and Soul
  3. Stardust
  4. Lazy River

### Werke für Film und Fernsehen (Auswahl)
- 77 Sunset Strip
- Hawaiian Eye
- The King and I
- William Holden Presents Far Away Places
- Strange Lovers
- The Zebra in the Kitchen
- The Music of Desire
- Hello, Dolly! (Orchestrierung)
- Bewitched
- Daktari
- That Girl
- The Flying Nun
- Donny and Marie Osmond Show
- A Little Bit Country, A Little Bit Rock-n-Roll